# San Francisco del Valle
San Francisco del Valle è un comune dell'Honduras facente parte del dipartimento di Ocotepeque.
Il comune risulta come entità autonoma nel censimento del 1887 con la denominazione "San
Francisco Chucuyue".